# Bago (Kradenan)
Bago is een bestuurslaag in het regentschap Grobogan van de provincie Midden-Java, Indonesië. Bago telt 3266 inwoners (volkstelling 2010).